# Линейный удар
Лине́йный уда́р в шахматах — нападение дальнобойной фигурой на неприятельскую, за которой на линии нападения расположена другая равная или менее ценная неприятельская фигура. Является обратной формой связки — нападения дальнобойной фигурой на неприятельскую, за которой находится более ценная фигура. 
Линейный удар может быть двух видов:
- абсолютный — нападение осуществляется на короля, который обязан отойти.
- относительный — на другую фигуру, которая не обязана отходить.

В некоторых источниках абсолютному линейному удару даётся название сквозной шах, а относительному — сквозное нападение.

## Примеры
|   | a | b | c | d | e | f | g | h |   |
| - | --- | --- | --- | --- | --- | --- | --- | --- | - |
| 8 | f8 чёрная ладья · b7 чёрный конь · c7 чёрная пешка · g7 чёрная пешка · h7 чёрная пешка · b6 чёрная пешка · c6 чёрная ладья · a5 чёрная пешка · d5 белый слон · f5 чёрный король · d4 белая пешка · c3 белая пешка · f3 белая ладья · a2 белая пешка · b2 белая пешка · g2 белая пешка · h2 белая пешка · g1 белый король | f8 чёрная ладья · b7 чёрный конь · c7 чёрная пешка · g7 чёрная пешка · h7 чёрная пешка · b6 чёрная пешка · c6 чёрная ладья · a5 чёрная пешка · d5 белый слон · f5 чёрный король · d4 белая пешка · c3 белая пешка · f3 белая ладья · a2 белая пешка · b2 белая пешка · g2 белая пешка · h2 белая пешка · g1 белый король | f8 чёрная ладья · b7 чёрный конь · c7 чёрная пешка · g7 чёрная пешка · h7 чёрная пешка · b6 чёрная пешка · c6 чёрная ладья · a5 чёрная пешка · d5 белый слон · f5 чёрный король · d4 белая пешка · c3 белая пешка · f3 белая ладья · a2 белая пешка · b2 белая пешка · g2 белая пешка · h2 белая пешка · g1 белый король | f8 чёрная ладья · b7 чёрный конь · c7 чёрная пешка · g7 чёрная пешка · h7 чёрная пешка · b6 чёрная пешка · c6 чёрная ладья · a5 чёрная пешка · d5 белый слон · f5 чёрный король · d4 белая пешка · c3 белая пешка · f3 белая ладья · a2 белая пешка · b2 белая пешка · g2 белая пешка · h2 белая пешка · g1 белый король | f8 чёрная ладья · b7 чёрный конь · c7 чёрная пешка · g7 чёрная пешка · h7 чёрная пешка · b6 чёрная пешка · c6 чёрная ладья · a5 чёрная пешка · d5 белый слон · f5 чёрный король · d4 белая пешка · c3 белая пешка · f3 белая ладья · a2 белая пешка · b2 белая пешка · g2 белая пешка · h2 белая пешка · g1 белый король | f8 чёрная ладья · b7 чёрный конь · c7 чёрная пешка · g7 чёрная пешка · h7 чёрная пешка · b6 чёрная пешка · c6 чёрная ладья · a5 чёрная пешка · d5 белый слон · f5 чёрный король · d4 белая пешка · c3 белая пешка · f3 белая ладья · a2 белая пешка · b2 белая пешка · g2 белая пешка · h2 белая пешка · g1 белый король | f8 чёрная ладья · b7 чёрный конь · c7 чёрная пешка · g7 чёрная пешка · h7 чёрная пешка · b6 чёрная пешка · c6 чёрная ладья · a5 чёрная пешка · d5 белый слон · f5 чёрный король · d4 белая пешка · c3 белая пешка · f3 белая ладья · a2 белая пешка · b2 белая пешка · g2 белая пешка · h2 белая пешка · g1 белый король | f8 чёрная ладья · b7 чёрный конь · c7 чёрная пешка · g7 чёрная пешка · h7 чёрная пешка · b6 чёрная пешка · c6 чёрная ладья · a5 чёрная пешка · d5 белый слон · f5 чёрный король · d4 белая пешка · c3 белая пешка · f3 белая ладья · a2 белая пешка · b2 белая пешка · g2 белая пешка · h2 белая пешка · g1 белый король | 8 |
| 7 | f8 чёрная ладья · b7 чёрный конь · c7 чёрная пешка · g7 чёрная пешка · h7 чёрная пешка · b6 чёрная пешка · c6 чёрная ладья · a5 чёрная пешка · d5 белый слон · f5 чёрный король · d4 белая пешка · c3 белая пешка · f3 белая ладья · a2 белая пешка · b2 белая пешка · g2 белая пешка · h2 белая пешка · g1 белый король | f8 чёрная ладья · b7 чёрный конь · c7 чёрная пешка · g7 чёрная пешка · h7 чёрная пешка · b6 чёрная пешка · c6 чёрная ладья · a5 чёрная пешка · d5 белый слон · f5 чёрный король · d4 белая пешка · c3 белая пешка · f3 белая ладья · a2 белая пешка · b2 белая пешка · g2 белая пешка · h2 белая пешка · g1 белый король | f8 чёрная ладья · b7 чёрный конь · c7 чёрная пешка · g7 чёрная пешка · h7 чёрная пешка · b6 чёрная пешка · c6 чёрная ладья · a5 чёрная пешка · d5 белый слон · f5 чёрный король · d4 белая пешка · c3 белая пешка · f3 белая ладья · a2 белая пешка · b2 белая пешка · g2 белая пешка · h2 белая пешка · g1 белый король | f8 чёрная ладья · b7 чёрный конь · c7 чёрная пешка · g7 чёрная пешка · h7 чёрная пешка · b6 чёрная пешка · c6 чёрная ладья · a5 чёрная пешка · d5 белый слон · f5 чёрный король · d4 белая пешка · c3 белая пешка · f3 белая ладья · a2 белая пешка · b2 белая пешка · g2 белая пешка · h2 белая пешка · g1 белый король | f8 чёрная ладья · b7 чёрный конь · c7 чёрная пешка · g7 чёрная пешка · h7 чёрная пешка · b6 чёрная пешка · c6 чёрная ладья · a5 чёрная пешка · d5 белый слон · f5 чёрный король · d4 белая пешка · c3 белая пешка · f3 белая ладья · a2 белая пешка · b2 белая пешка · g2 белая пешка · h2 белая пешка · g1 белый король | f8 чёрная ладья · b7 чёрный конь · c7 чёрная пешка · g7 чёрная пешка · h7 чёрная пешка · b6 чёрная пешка · c6 чёрная ладья · a5 чёрная пешка · d5 белый слон · f5 чёрный король · d4 белая пешка · c3 белая пешка · f3 белая ладья · a2 белая пешка · b2 белая пешка · g2 белая пешка · h2 белая пешка · g1 белый король | f8 чёрная ладья · b7 чёрный конь · c7 чёрная пешка · g7 чёрная пешка · h7 чёрная пешка · b6 чёрная пешка · c6 чёрная ладья · a5 чёрная пешка · d5 белый слон · f5 чёрный король · d4 белая пешка · c3 белая пешка · f3 белая ладья · a2 белая пешка · b2 белая пешка · g2 белая пешка · h2 белая пешка · g1 белый король | f8 чёрная ладья · b7 чёрный конь · c7 чёрная пешка · g7 чёрная пешка · h7 чёрная пешка · b6 чёрная пешка · c6 чёрная ладья · a5 чёрная пешка · d5 белый слон · f5 чёрный король · d4 белая пешка · c3 белая пешка · f3 белая ладья · a2 белая пешка · b2 белая пешка · g2 белая пешка · h2 белая пешка · g1 белый король | 7 |
| 6 | f8 чёрная ладья · b7 чёрный конь · c7 чёрная пешка · g7 чёрная пешка · h7 чёрная пешка · b6 чёрная пешка · c6 чёрная ладья · a5 чёрная пешка · d5 белый слон · f5 чёрный король · d4 белая пешка · c3 белая пешка · f3 белая ладья · a2 белая пешка · b2 белая пешка · g2 белая пешка · h2 белая пешка · g1 белый король | f8 чёрная ладья · b7 чёрный конь · c7 чёрная пешка · g7 чёрная пешка · h7 чёрная пешка · b6 чёрная пешка · c6 чёрная ладья · a5 чёрная пешка · d5 белый слон · f5 чёрный король · d4 белая пешка · c3 белая пешка · f3 белая ладья · a2 белая пешка · b2 белая пешка · g2 белая пешка · h2 белая пешка · g1 белый король | f8 чёрная ладья · b7 чёрный конь · c7 чёрная пешка · g7 чёрная пешка · h7 чёрная пешка · b6 чёрная пешка · c6 чёрная ладья · a5 чёрная пешка · d5 белый слон · f5 чёрный король · d4 белая пешка · c3 белая пешка · f3 белая ладья · a2 белая пешка · b2 белая пешка · g2 белая пешка · h2 белая пешка · g1 белый король | f8 чёрная ладья · b7 чёрный конь · c7 чёрная пешка · g7 чёрная пешка · h7 чёрная пешка · b6 чёрная пешка · c6 чёрная ладья · a5 чёрная пешка · d5 белый слон · f5 чёрный король · d4 белая пешка · c3 белая пешка · f3 белая ладья · a2 белая пешка · b2 белая пешка · g2 белая пешка · h2 белая пешка · g1 белый король | f8 чёрная ладья · b7 чёрный конь · c7 чёрная пешка · g7 чёрная пешка · h7 чёрная пешка · b6 чёрная пешка · c6 чёрная ладья · a5 чёрная пешка · d5 белый слон · f5 чёрный король · d4 белая пешка · c3 белая пешка · f3 белая ладья · a2 белая пешка · b2 белая пешка · g2 белая пешка · h2 белая пешка · g1 белый король | f8 чёрная ладья · b7 чёрный конь · c7 чёрная пешка · g7 чёрная пешка · h7 чёрная пешка · b6 чёрная пешка · c6 чёрная ладья · a5 чёрная пешка · d5 белый слон · f5 чёрный король · d4 белая пешка · c3 белая пешка · f3 белая ладья · a2 белая пешка · b2 белая пешка · g2 белая пешка · h2 белая пешка · g1 белый король | f8 чёрная ладья · b7 чёрный конь · c7 чёрная пешка · g7 чёрная пешка · h7 чёрная пешка · b6 чёрная пешка · c6 чёрная ладья · a5 чёрная пешка · d5 белый слон · f5 чёрный король · d4 белая пешка · c3 белая пешка · f3 белая ладья · a2 белая пешка · b2 белая пешка · g2 белая пешка · h2 белая пешка · g1 белый король | f8 чёрная ладья · b7 чёрный конь · c7 чёрная пешка · g7 чёрная пешка · h7 чёрная пешка · b6 чёрная пешка · c6 чёрная ладья · a5 чёрная пешка · d5 белый слон · f5 чёрный король · d4 белая пешка · c3 белая пешка · f3 белая ладья · a2 белая пешка · b2 белая пешка · g2 белая пешка · h2 белая пешка · g1 белый король | 6 |
| 5 | f8 чёрная ладья · b7 чёрный конь · c7 чёрная пешка · g7 чёрная пешка · h7 чёрная пешка · b6 чёрная пешка · c6 чёрная ладья · a5 чёрная пешка · d5 белый слон · f5 чёрный король · d4 белая пешка · c3 белая пешка · f3 белая ладья · a2 белая пешка · b2 белая пешка · g2 белая пешка · h2 белая пешка · g1 белый король | f8 чёрная ладья · b7 чёрный конь · c7 чёрная пешка · g7 чёрная пешка · h7 чёрная пешка · b6 чёрная пешка · c6 чёрная ладья · a5 чёрная пешка · d5 белый слон · f5 чёрный король · d4 белая пешка · c3 белая пешка · f3 белая ладья · a2 белая пешка · b2 белая пешка · g2 белая пешка · h2 белая пешка · g1 белый король | f8 чёрная ладья · b7 чёрный конь · c7 чёрная пешка · g7 чёрная пешка · h7 чёрная пешка · b6 чёрная пешка · c6 чёрная ладья · a5 чёрная пешка · d5 белый слон · f5 чёрный король · d4 белая пешка · c3 белая пешка · f3 белая ладья · a2 белая пешка · b2 белая пешка · g2 белая пешка · h2 белая пешка · g1 белый король | f8 чёрная ладья · b7 чёрный конь · c7 чёрная пешка · g7 чёрная пешка · h7 чёрная пешка · b6 чёрная пешка · c6 чёрная ладья · a5 чёрная пешка · d5 белый слон · f5 чёрный король · d4 белая пешка · c3 белая пешка · f3 белая ладья · a2 белая пешка · b2 белая пешка · g2 белая пешка · h2 белая пешка · g1 белый король | f8 чёрная ладья · b7 чёрный конь · c7 чёрная пешка · g7 чёрная пешка · h7 чёрная пешка · b6 чёрная пешка · c6 чёрная ладья · a5 чёрная пешка · d5 белый слон · f5 чёрный король · d4 белая пешка · c3 белая пешка · f3 белая ладья · a2 белая пешка · b2 белая пешка · g2 белая пешка · h2 белая пешка · g1 белый король | f8 чёрная ладья · b7 чёрный конь · c7 чёрная пешка · g7 чёрная пешка · h7 чёрная пешка · b6 чёрная пешка · c6 чёрная ладья · a5 чёрная пешка · d5 белый слон · f5 чёрный король · d4 белая пешка · c3 белая пешка · f3 белая ладья · a2 белая пешка · b2 белая пешка · g2 белая пешка · h2 белая пешка · g1 белый король | f8 чёрная ладья · b7 чёрный конь · c7 чёрная пешка · g7 чёрная пешка · h7 чёрная пешка · b6 чёрная пешка · c6 чёрная ладья · a5 чёрная пешка · d5 белый слон · f5 чёрный король · d4 белая пешка · c3 белая пешка · f3 белая ладья · a2 белая пешка · b2 белая пешка · g2 белая пешка · h2 белая пешка · g1 белый король | f8 чёрная ладья · b7 чёрный конь · c7 чёрная пешка · g7 чёрная пешка · h7 чёрная пешка · b6 чёрная пешка · c6 чёрная ладья · a5 чёрная пешка · d5 белый слон · f5 чёрный король · d4 белая пешка · c3 белая пешка · f3 белая ладья · a2 белая пешка · b2 белая пешка · g2 белая пешка · h2 белая пешка · g1 белый король | 5 |
| 4 | f8 чёрная ладья · b7 чёрный конь · c7 чёрная пешка · g7 чёрная пешка · h7 чёрная пешка · b6 чёрная пешка · c6 чёрная ладья · a5 чёрная пешка · d5 белый слон · f5 чёрный король · d4 белая пешка · c3 белая пешка · f3 белая ладья · a2 белая пешка · b2 белая пешка · g2 белая пешка · h2 белая пешка · g1 белый король | f8 чёрная ладья · b7 чёрный конь · c7 чёрная пешка · g7 чёрная пешка · h7 чёрная пешка · b6 чёрная пешка · c6 чёрная ладья · a5 чёрная пешка · d5 белый слон · f5 чёрный король · d4 белая пешка · c3 белая пешка · f3 белая ладья · a2 белая пешка · b2 белая пешка · g2 белая пешка · h2 белая пешка · g1 белый король | f8 чёрная ладья · b7 чёрный конь · c7 чёрная пешка · g7 чёрная пешка · h7 чёрная пешка · b6 чёрная пешка · c6 чёрная ладья · a5 чёрная пешка · d5 белый слон · f5 чёрный король · d4 белая пешка · c3 белая пешка · f3 белая ладья · a2 белая пешка · b2 белая пешка · g2 белая пешка · h2 белая пешка · g1 белый король | f8 чёрная ладья · b7 чёрный конь · c7 чёрная пешка · g7 чёрная пешка · h7 чёрная пешка · b6 чёрная пешка · c6 чёрная ладья · a5 чёрная пешка · d5 белый слон · f5 чёрный король · d4 белая пешка · c3 белая пешка · f3 белая ладья · a2 белая пешка · b2 белая пешка · g2 белая пешка · h2 белая пешка · g1 белый король | f8 чёрная ладья · b7 чёрный конь · c7 чёрная пешка · g7 чёрная пешка · h7 чёрная пешка · b6 чёрная пешка · c6 чёрная ладья · a5 чёрная пешка · d5 белый слон · f5 чёрный король · d4 белая пешка · c3 белая пешка · f3 белая ладья · a2 белая пешка · b2 белая пешка · g2 белая пешка · h2 белая пешка · g1 белый король | f8 чёрная ладья · b7 чёрный конь · c7 чёрная пешка · g7 чёрная пешка · h7 чёрная пешка · b6 чёрная пешка · c6 чёрная ладья · a5 чёрная пешка · d5 белый слон · f5 чёрный король · d4 белая пешка · c3 белая пешка · f3 белая ладья · a2 белая пешка · b2 белая пешка · g2 белая пешка · h2 белая пешка · g1 белый король | f8 чёрная ладья · b7 чёрный конь · c7 чёрная пешка · g7 чёрная пешка · h7 чёрная пешка · b6 чёрная пешка · c6 чёрная ладья · a5 чёрная пешка · d5 белый слон · f5 чёрный король · d4 белая пешка · c3 белая пешка · f3 белая ладья · a2 белая пешка · b2 белая пешка · g2 белая пешка · h2 белая пешка · g1 белый король | f8 чёрная ладья · b7 чёрный конь · c7 чёрная пешка · g7 чёрная пешка · h7 чёрная пешка · b6 чёрная пешка · c6 чёрная ладья · a5 чёрная пешка · d5 белый слон · f5 чёрный король · d4 белая пешка · c3 белая пешка · f3 белая ладья · a2 белая пешка · b2 белая пешка · g2 белая пешка · h2 белая пешка · g1 белый король | 4 |
| 3 | f8 чёрная ладья · b7 чёрный конь · c7 чёрная пешка · g7 чёрная пешка · h7 чёрная пешка · b6 чёрная пешка · c6 чёрная ладья · a5 чёрная пешка · d5 белый слон · f5 чёрный король · d4 белая пешка · c3 белая пешка · f3 белая ладья · a2 белая пешка · b2 белая пешка · g2 белая пешка · h2 белая пешка · g1 белый король | f8 чёрная ладья · b7 чёрный конь · c7 чёрная пешка · g7 чёрная пешка · h7 чёрная пешка · b6 чёрная пешка · c6 чёрная ладья · a5 чёрная пешка · d5 белый слон · f5 чёрный король · d4 белая пешка · c3 белая пешка · f3 белая ладья · a2 белая пешка · b2 белая пешка · g2 белая пешка · h2 белая пешка · g1 белый король | f8 чёрная ладья · b7 чёрный конь · c7 чёрная пешка · g7 чёрная пешка · h7 чёрная пешка · b6 чёрная пешка · c6 чёрная ладья · a5 чёрная пешка · d5 белый слон · f5 чёрный король · d4 белая пешка · c3 белая пешка · f3 белая ладья · a2 белая пешка · b2 белая пешка · g2 белая пешка · h2 белая пешка · g1 белый король | f8 чёрная ладья · b7 чёрный конь · c7 чёрная пешка · g7 чёрная пешка · h7 чёрная пешка · b6 чёрная пешка · c6 чёрная ладья · a5 чёрная пешка · d5 белый слон · f5 чёрный король · d4 белая пешка · c3 белая пешка · f3 белая ладья · a2 белая пешка · b2 белая пешка · g2 белая пешка · h2 белая пешка · g1 белый король | f8 чёрная ладья · b7 чёрный конь · c7 чёрная пешка · g7 чёрная пешка · h7 чёрная пешка · b6 чёрная пешка · c6 чёрная ладья · a5 чёрная пешка · d5 белый слон · f5 чёрный король · d4 белая пешка · c3 белая пешка · f3 белая ладья · a2 белая пешка · b2 белая пешка · g2 белая пешка · h2 белая пешка · g1 белый король | f8 чёрная ладья · b7 чёрный конь · c7 чёрная пешка · g7 чёрная пешка · h7 чёрная пешка · b6 чёрная пешка · c6 чёрная ладья · a5 чёрная пешка · d5 белый слон · f5 чёрный король · d4 белая пешка · c3 белая пешка · f3 белая ладья · a2 белая пешка · b2 белая пешка · g2 белая пешка · h2 белая пешка · g1 белый король | f8 чёрная ладья · b7 чёрный конь · c7 чёрная пешка · g7 чёрная пешка · h7 чёрная пешка · b6 чёрная пешка · c6 чёрная ладья · a5 чёрная пешка · d5 белый слон · f5 чёрный король · d4 белая пешка · c3 белая пешка · f3 белая ладья · a2 белая пешка · b2 белая пешка · g2 белая пешка · h2 белая пешка · g1 белый король | f8 чёрная ладья · b7 чёрный конь · c7 чёрная пешка · g7 чёрная пешка · h7 чёрная пешка · b6 чёрная пешка · c6 чёрная ладья · a5 чёрная пешка · d5 белый слон · f5 чёрный король · d4 белая пешка · c3 белая пешка · f3 белая ладья · a2 белая пешка · b2 белая пешка · g2 белая пешка · h2 белая пешка · g1 белый король | 3 |
| 2 | f8 чёрная ладья · b7 чёрный конь · c7 чёрная пешка · g7 чёрная пешка · h7 чёрная пешка · b6 чёрная пешка · c6 чёрная ладья · a5 чёрная пешка · d5 белый слон · f5 чёрный король · d4 белая пешка · c3 белая пешка · f3 белая ладья · a2 белая пешка · b2 белая пешка · g2 белая пешка · h2 белая пешка · g1 белый король | f8 чёрная ладья · b7 чёрный конь · c7 чёрная пешка · g7 чёрная пешка · h7 чёрная пешка · b6 чёрная пешка · c6 чёрная ладья · a5 чёрная пешка · d5 белый слон · f5 чёрный король · d4 белая пешка · c3 белая пешка · f3 белая ладья · a2 белая пешка · b2 белая пешка · g2 белая пешка · h2 белая пешка · g1 белый король | f8 чёрная ладья · b7 чёрный конь · c7 чёрная пешка · g7 чёрная пешка · h7 чёрная пешка · b6 чёрная пешка · c6 чёрная ладья · a5 чёрная пешка · d5 белый слон · f5 чёрный король · d4 белая пешка · c3 белая пешка · f3 белая ладья · a2 белая пешка · b2 белая пешка · g2 белая пешка · h2 белая пешка · g1 белый король | f8 чёрная ладья · b7 чёрный конь · c7 чёрная пешка · g7 чёрная пешка · h7 чёрная пешка · b6 чёрная пешка · c6 чёрная ладья · a5 чёрная пешка · d5 белый слон · f5 чёрный король · d4 белая пешка · c3 белая пешка · f3 белая ладья · a2 белая пешка · b2 белая пешка · g2 белая пешка · h2 белая пешка · g1 белый король | f8 чёрная ладья · b7 чёрный конь · c7 чёрная пешка · g7 чёрная пешка · h7 чёрная пешка · b6 чёрная пешка · c6 чёрная ладья · a5 чёрная пешка · d5 белый слон · f5 чёрный король · d4 белая пешка · c3 белая пешка · f3 белая ладья · a2 белая пешка · b2 белая пешка · g2 белая пешка · h2 белая пешка · g1 белый король | f8 чёрная ладья · b7 чёрный конь · c7 чёрная пешка · g7 чёрная пешка · h7 чёрная пешка · b6 чёрная пешка · c6 чёрная ладья · a5 чёрная пешка · d5 белый слон · f5 чёрный король · d4 белая пешка · c3 белая пешка · f3 белая ладья · a2 белая пешка · b2 белая пешка · g2 белая пешка · h2 белая пешка · g1 белый король | f8 чёрная ладья · b7 чёрный конь · c7 чёрная пешка · g7 чёрная пешка · h7 чёрная пешка · b6 чёрная пешка · c6 чёрная ладья · a5 чёрная пешка · d5 белый слон · f5 чёрный король · d4 белая пешка · c3 белая пешка · f3 белая ладья · a2 белая пешка · b2 белая пешка · g2 белая пешка · h2 белая пешка · g1 белый король | f8 чёрная ладья · b7 чёрный конь · c7 чёрная пешка · g7 чёрная пешка · h7 чёрная пешка · b6 чёрная пешка · c6 чёрная ладья · a5 чёрная пешка · d5 белый слон · f5 чёрный король · d4 белая пешка · c3 белая пешка · f3 белая ладья · a2 белая пешка · b2 белая пешка · g2 белая пешка · h2 белая пешка · g1 белый король | 2 |
| 1 | f8 чёрная ладья · b7 чёрный конь · c7 чёрная пешка · g7 чёрная пешка · h7 чёрная пешка · b6 чёрная пешка · c6 чёрная ладья · a5 чёрная пешка · d5 белый слон · f5 чёрный король · d4 белая пешка · c3 белая пешка · f3 белая ладья · a2 белая пешка · b2 белая пешка · g2 белая пешка · h2 белая пешка · g1 белый король | f8 чёрная ладья · b7 чёрный конь · c7 чёрная пешка · g7 чёрная пешка · h7 чёрная пешка · b6 чёрная пешка · c6 чёрная ладья · a5 чёрная пешка · d5 белый слон · f5 чёрный король · d4 белая пешка · c3 белая пешка · f3 белая ладья · a2 белая пешка · b2 белая пешка · g2 белая пешка · h2 белая пешка · g1 белый король | f8 чёрная ладья · b7 чёрный конь · c7 чёрная пешка · g7 чёрная пешка · h7 чёрная пешка · b6 чёрная пешка · c6 чёрная ладья · a5 чёрная пешка · d5 белый слон · f5 чёрный король · d4 белая пешка · c3 белая пешка · f3 белая ладья · a2 белая пешка · b2 белая пешка · g2 белая пешка · h2 белая пешка · g1 белый король | f8 чёрная ладья · b7 чёрный конь · c7 чёрная пешка · g7 чёрная пешка · h7 чёрная пешка · b6 чёрная пешка · c6 чёрная ладья · a5 чёрная пешка · d5 белый слон · f5 чёрный король · d4 белая пешка · c3 белая пешка · f3 белая ладья · a2 белая пешка · b2 белая пешка · g2 белая пешка · h2 белая пешка · g1 белый король | f8 чёрная ладья · b7 чёрный конь · c7 чёрная пешка · g7 чёрная пешка · h7 чёрная пешка · b6 чёрная пешка · c6 чёрная ладья · a5 чёрная пешка · d5 белый слон · f5 чёрный король · d4 белая пешка · c3 белая пешка · f3 белая ладья · a2 белая пешка · b2 белая пешка · g2 белая пешка · h2 белая пешка · g1 белый король | f8 чёрная ладья · b7 чёрный конь · c7 чёрная пешка · g7 чёрная пешка · h7 чёрная пешка · b6 чёрная пешка · c6 чёрная ладья · a5 чёрная пешка · d5 белый слон · f5 чёрный король · d4 белая пешка · c3 белая пешка · f3 белая ладья · a2 белая пешка · b2 белая пешка · g2 белая пешка · h2 белая пешка · g1 белый король | f8 чёрная ладья · b7 чёрный конь · c7 чёрная пешка · g7 чёрная пешка · h7 чёрная пешка · b6 чёрная пешка · c6 чёрная ладья · a5 чёрная пешка · d5 белый слон · f5 чёрный король · d4 белая пешка · c3 белая пешка · f3 белая ладья · a2 белая пешка · b2 белая пешка · g2 белая пешка · h2 белая пешка · g1 белый король | f8 чёрная ладья · b7 чёрный конь · c7 чёрная пешка · g7 чёрная пешка · h7 чёрная пешка · b6 чёрная пешка · c6 чёрная ладья · a5 чёрная пешка · d5 белый слон · f5 чёрный король · d4 белая пешка · c3 белая пешка · f3 белая ладья · a2 белая пешка · b2 белая пешка · g2 белая пешка · h2 белая пешка · g1 белый король | 1 |
|   | a | b | c | d | e | f | g | h |   |

У чёрных в позиции на диаграмме лишняя ладья. Однако они проигрывают из-за линейных ударов. Первый, абсолютный линейный удар наносит ладья f3. Второй, относительный линейный удар — слон d5.
Чёрные вынуждены уходить королём из-под шаха.
 1...Крg6 2.Л:f8
Белые отыграли ладью, но на этом потери чёрных не закончились. Остаётся угроза взять слоном ладью на с6. Если она куда-либо отойдёт, белые заберут коня на b7.
|   | a | b | c | d | e | f | g | h |   |
| - | --- | --- | --- | --- | --- | --- | --- | --- | - |
| 8 | g8 чёрный ферзь · g7 чёрная пешка · c6 чёрный король · h6 чёрная пешка · a5 белая ладья · h5 белый слон · a4 чёрная пешка · c2 белая пешка · g2 белая пешка · c1 белый король | g8 чёрный ферзь · g7 чёрная пешка · c6 чёрный король · h6 чёрная пешка · a5 белая ладья · h5 белый слон · a4 чёрная пешка · c2 белая пешка · g2 белая пешка · c1 белый король | g8 чёрный ферзь · g7 чёрная пешка · c6 чёрный король · h6 чёрная пешка · a5 белая ладья · h5 белый слон · a4 чёрная пешка · c2 белая пешка · g2 белая пешка · c1 белый король | g8 чёрный ферзь · g7 чёрная пешка · c6 чёрный король · h6 чёрная пешка · a5 белая ладья · h5 белый слон · a4 чёрная пешка · c2 белая пешка · g2 белая пешка · c1 белый король | g8 чёрный ферзь · g7 чёрная пешка · c6 чёрный король · h6 чёрная пешка · a5 белая ладья · h5 белый слон · a4 чёрная пешка · c2 белая пешка · g2 белая пешка · c1 белый король | g8 чёрный ферзь · g7 чёрная пешка · c6 чёрный король · h6 чёрная пешка · a5 белая ладья · h5 белый слон · a4 чёрная пешка · c2 белая пешка · g2 белая пешка · c1 белый король | g8 чёрный ферзь · g7 чёрная пешка · c6 чёрный король · h6 чёрная пешка · a5 белая ладья · h5 белый слон · a4 чёрная пешка · c2 белая пешка · g2 белая пешка · c1 белый король | g8 чёрный ферзь · g7 чёрная пешка · c6 чёрный король · h6 чёрная пешка · a5 белая ладья · h5 белый слон · a4 чёрная пешка · c2 белая пешка · g2 белая пешка · c1 белый король | 8 |
| 7 | g8 чёрный ферзь · g7 чёрная пешка · c6 чёрный король · h6 чёрная пешка · a5 белая ладья · h5 белый слон · a4 чёрная пешка · c2 белая пешка · g2 белая пешка · c1 белый король | g8 чёрный ферзь · g7 чёрная пешка · c6 чёрный король · h6 чёрная пешка · a5 белая ладья · h5 белый слон · a4 чёрная пешка · c2 белая пешка · g2 белая пешка · c1 белый король | g8 чёрный ферзь · g7 чёрная пешка · c6 чёрный король · h6 чёрная пешка · a5 белая ладья · h5 белый слон · a4 чёрная пешка · c2 белая пешка · g2 белая пешка · c1 белый король | g8 чёрный ферзь · g7 чёрная пешка · c6 чёрный король · h6 чёрная пешка · a5 белая ладья · h5 белый слон · a4 чёрная пешка · c2 белая пешка · g2 белая пешка · c1 белый король | g8 чёрный ферзь · g7 чёрная пешка · c6 чёрный король · h6 чёрная пешка · a5 белая ладья · h5 белый слон · a4 чёрная пешка · c2 белая пешка · g2 белая пешка · c1 белый король | g8 чёрный ферзь · g7 чёрная пешка · c6 чёрный король · h6 чёрная пешка · a5 белая ладья · h5 белый слон · a4 чёрная пешка · c2 белая пешка · g2 белая пешка · c1 белый король | g8 чёрный ферзь · g7 чёрная пешка · c6 чёрный король · h6 чёрная пешка · a5 белая ладья · h5 белый слон · a4 чёрная пешка · c2 белая пешка · g2 белая пешка · c1 белый король | g8 чёрный ферзь · g7 чёрная пешка · c6 чёрный король · h6 чёрная пешка · a5 белая ладья · h5 белый слон · a4 чёрная пешка · c2 белая пешка · g2 белая пешка · c1 белый король | 7 |
| 6 | g8 чёрный ферзь · g7 чёрная пешка · c6 чёрный король · h6 чёрная пешка · a5 белая ладья · h5 белый слон · a4 чёрная пешка · c2 белая пешка · g2 белая пешка · c1 белый король | g8 чёрный ферзь · g7 чёрная пешка · c6 чёрный король · h6 чёрная пешка · a5 белая ладья · h5 белый слон · a4 чёрная пешка · c2 белая пешка · g2 белая пешка · c1 белый король | g8 чёрный ферзь · g7 чёрная пешка · c6 чёрный король · h6 чёрная пешка · a5 белая ладья · h5 белый слон · a4 чёрная пешка · c2 белая пешка · g2 белая пешка · c1 белый король | g8 чёрный ферзь · g7 чёрная пешка · c6 чёрный король · h6 чёрная пешка · a5 белая ладья · h5 белый слон · a4 чёрная пешка · c2 белая пешка · g2 белая пешка · c1 белый король | g8 чёрный ферзь · g7 чёрная пешка · c6 чёрный король · h6 чёрная пешка · a5 белая ладья · h5 белый слон · a4 чёрная пешка · c2 белая пешка · g2 белая пешка · c1 белый король | g8 чёрный ферзь · g7 чёрная пешка · c6 чёрный король · h6 чёрная пешка · a5 белая ладья · h5 белый слон · a4 чёрная пешка · c2 белая пешка · g2 белая пешка · c1 белый король | g8 чёрный ферзь · g7 чёрная пешка · c6 чёрный король · h6 чёрная пешка · a5 белая ладья · h5 белый слон · a4 чёрная пешка · c2 белая пешка · g2 белая пешка · c1 белый король | g8 чёрный ферзь · g7 чёрная пешка · c6 чёрный король · h6 чёрная пешка · a5 белая ладья · h5 белый слон · a4 чёрная пешка · c2 белая пешка · g2 белая пешка · c1 белый король | 6 |
| 5 | g8 чёрный ферзь · g7 чёрная пешка · c6 чёрный король · h6 чёрная пешка · a5 белая ладья · h5 белый слон · a4 чёрная пешка · c2 белая пешка · g2 белая пешка · c1 белый король | g8 чёрный ферзь · g7 чёрная пешка · c6 чёрный король · h6 чёрная пешка · a5 белая ладья · h5 белый слон · a4 чёрная пешка · c2 белая пешка · g2 белая пешка · c1 белый король | g8 чёрный ферзь · g7 чёрная пешка · c6 чёрный король · h6 чёрная пешка · a5 белая ладья · h5 белый слон · a4 чёрная пешка · c2 белая пешка · g2 белая пешка · c1 белый король | g8 чёрный ферзь · g7 чёрная пешка · c6 чёрный король · h6 чёрная пешка · a5 белая ладья · h5 белый слон · a4 чёрная пешка · c2 белая пешка · g2 белая пешка · c1 белый король | g8 чёрный ферзь · g7 чёрная пешка · c6 чёрный король · h6 чёрная пешка · a5 белая ладья · h5 белый слон · a4 чёрная пешка · c2 белая пешка · g2 белая пешка · c1 белый король | g8 чёрный ферзь · g7 чёрная пешка · c6 чёрный король · h6 чёрная пешка · a5 белая ладья · h5 белый слон · a4 чёрная пешка · c2 белая пешка · g2 белая пешка · c1 белый король | g8 чёрный ферзь · g7 чёрная пешка · c6 чёрный король · h6 чёрная пешка · a5 белая ладья · h5 белый слон · a4 чёрная пешка · c2 белая пешка · g2 белая пешка · c1 белый король | g8 чёрный ферзь · g7 чёрная пешка · c6 чёрный король · h6 чёрная пешка · a5 белая ладья · h5 белый слон · a4 чёрная пешка · c2 белая пешка · g2 белая пешка · c1 белый король | 5 |
| 4 | g8 чёрный ферзь · g7 чёрная пешка · c6 чёрный король · h6 чёрная пешка · a5 белая ладья · h5 белый слон · a4 чёрная пешка · c2 белая пешка · g2 белая пешка · c1 белый король | g8 чёрный ферзь · g7 чёрная пешка · c6 чёрный король · h6 чёрная пешка · a5 белая ладья · h5 белый слон · a4 чёрная пешка · c2 белая пешка · g2 белая пешка · c1 белый король | g8 чёрный ферзь · g7 чёрная пешка · c6 чёрный король · h6 чёрная пешка · a5 белая ладья · h5 белый слон · a4 чёрная пешка · c2 белая пешка · g2 белая пешка · c1 белый король | g8 чёрный ферзь · g7 чёрная пешка · c6 чёрный король · h6 чёрная пешка · a5 белая ладья · h5 белый слон · a4 чёрная пешка · c2 белая пешка · g2 белая пешка · c1 белый король | g8 чёрный ферзь · g7 чёрная пешка · c6 чёрный король · h6 чёрная пешка · a5 белая ладья · h5 белый слон · a4 чёрная пешка · c2 белая пешка · g2 белая пешка · c1 белый король | g8 чёрный ферзь · g7 чёрная пешка · c6 чёрный король · h6 чёрная пешка · a5 белая ладья · h5 белый слон · a4 чёрная пешка · c2 белая пешка · g2 белая пешка · c1 белый король | g8 чёрный ферзь · g7 чёрная пешка · c6 чёрный король · h6 чёрная пешка · a5 белая ладья · h5 белый слон · a4 чёрная пешка · c2 белая пешка · g2 белая пешка · c1 белый король | g8 чёрный ферзь · g7 чёрная пешка · c6 чёрный король · h6 чёрная пешка · a5 белая ладья · h5 белый слон · a4 чёрная пешка · c2 белая пешка · g2 белая пешка · c1 белый король | 4 |
| 3 | g8 чёрный ферзь · g7 чёрная пешка · c6 чёрный король · h6 чёрная пешка · a5 белая ладья · h5 белый слон · a4 чёрная пешка · c2 белая пешка · g2 белая пешка · c1 белый король | g8 чёрный ферзь · g7 чёрная пешка · c6 чёрный король · h6 чёрная пешка · a5 белая ладья · h5 белый слон · a4 чёрная пешка · c2 белая пешка · g2 белая пешка · c1 белый король | g8 чёрный ферзь · g7 чёрная пешка · c6 чёрный король · h6 чёрная пешка · a5 белая ладья · h5 белый слон · a4 чёрная пешка · c2 белая пешка · g2 белая пешка · c1 белый король | g8 чёрный ферзь · g7 чёрная пешка · c6 чёрный король · h6 чёрная пешка · a5 белая ладья · h5 белый слон · a4 чёрная пешка · c2 белая пешка · g2 белая пешка · c1 белый король | g8 чёрный ферзь · g7 чёрная пешка · c6 чёрный король · h6 чёрная пешка · a5 белая ладья · h5 белый слон · a4 чёрная пешка · c2 белая пешка · g2 белая пешка · c1 белый король | g8 чёрный ферзь · g7 чёрная пешка · c6 чёрный король · h6 чёрная пешка · a5 белая ладья · h5 белый слон · a4 чёрная пешка · c2 белая пешка · g2 белая пешка · c1 белый король | g8 чёрный ферзь · g7 чёрная пешка · c6 чёрный король · h6 чёрная пешка · a5 белая ладья · h5 белый слон · a4 чёрная пешка · c2 белая пешка · g2 белая пешка · c1 белый король | g8 чёрный ферзь · g7 чёрная пешка · c6 чёрный король · h6 чёрная пешка · a5 белая ладья · h5 белый слон · a4 чёрная пешка · c2 белая пешка · g2 белая пешка · c1 белый король | 3 |
| 2 | g8 чёрный ферзь · g7 чёрная пешка · c6 чёрный король · h6 чёрная пешка · a5 белая ладья · h5 белый слон · a4 чёрная пешка · c2 белая пешка · g2 белая пешка · c1 белый король | g8 чёрный ферзь · g7 чёрная пешка · c6 чёрный король · h6 чёрная пешка · a5 белая ладья · h5 белый слон · a4 чёрная пешка · c2 белая пешка · g2 белая пешка · c1 белый король | g8 чёрный ферзь · g7 чёрная пешка · c6 чёрный король · h6 чёрная пешка · a5 белая ладья · h5 белый слон · a4 чёрная пешка · c2 белая пешка · g2 белая пешка · c1 белый король | g8 чёрный ферзь · g7 чёрная пешка · c6 чёрный король · h6 чёрная пешка · a5 белая ладья · h5 белый слон · a4 чёрная пешка · c2 белая пешка · g2 белая пешка · c1 белый король | g8 чёрный ферзь · g7 чёрная пешка · c6 чёрный король · h6 чёрная пешка · a5 белая ладья · h5 белый слон · a4 чёрная пешка · c2 белая пешка · g2 белая пешка · c1 белый король | g8 чёрный ферзь · g7 чёрная пешка · c6 чёрный король · h6 чёрная пешка · a5 белая ладья · h5 белый слон · a4 чёрная пешка · c2 белая пешка · g2 белая пешка · c1 белый король | g8 чёрный ферзь · g7 чёрная пешка · c6 чёрный король · h6 чёрная пешка · a5 белая ладья · h5 белый слон · a4 чёрная пешка · c2 белая пешка · g2 белая пешка · c1 белый король | g8 чёрный ферзь · g7 чёрная пешка · c6 чёрный король · h6 чёрная пешка · a5 белая ладья · h5 белый слон · a4 чёрная пешка · c2 белая пешка · g2 белая пешка · c1 белый король | 2 |
| 1 | g8 чёрный ферзь · g7 чёрная пешка · c6 чёрный король · h6 чёрная пешка · a5 белая ладья · h5 белый слон · a4 чёрная пешка · c2 белая пешка · g2 белая пешка · c1 белый король | g8 чёрный ферзь · g7 чёрная пешка · c6 чёрный король · h6 чёрная пешка · a5 белая ладья · h5 белый слон · a4 чёрная пешка · c2 белая пешка · g2 белая пешка · c1 белый король | g8 чёрный ферзь · g7 чёрная пешка · c6 чёрный король · h6 чёрная пешка · a5 белая ладья · h5 белый слон · a4 чёрная пешка · c2 белая пешка · g2 белая пешка · c1 белый король | g8 чёрный ферзь · g7 чёрная пешка · c6 чёрный король · h6 чёрная пешка · a5 белая ладья · h5 белый слон · a4 чёрная пешка · c2 белая пешка · g2 белая пешка · c1 белый король | g8 чёрный ферзь · g7 чёрная пешка · c6 чёрный король · h6 чёрная пешка · a5 белая ладья · h5 белый слон · a4 чёрная пешка · c2 белая пешка · g2 белая пешка · c1 белый король | g8 чёрный ферзь · g7 чёрная пешка · c6 чёрный король · h6 чёрная пешка · a5 белая ладья · h5 белый слон · a4 чёрная пешка · c2 белая пешка · g2 белая пешка · c1 белый король | g8 чёрный ферзь · g7 чёрная пешка · c6 чёрный король · h6 чёрная пешка · a5 белая ладья · h5 белый слон · a4 чёрная пешка · c2 белая пешка · g2 белая пешка · c1 белый король | g8 чёрный ферзь · g7 чёрная пешка · c6 чёрный король · h6 чёрная пешка · a5 белая ладья · h5 белый слон · a4 чёрная пешка · c2 белая пешка · g2 белая пешка · c1 белый король | 1 |
|   | a | b | c | d | e | f | g | h |   |

1.Лa8! Фa2

После 1...Фd5 решает связка 2.Cf3, а на другие ходы ферзя следуют линейные удары — 1...Ф:a8 2.Cf3+, 1...Фe6 2.Лa6+, 1...Фc4 2.Лc8+, 1...Фh7 2.Cg6 Ф:g6 3.Лa6+

2.Л:a4! Фg8

В случае 2...Ф:а4 добавляется ещё один линейный удар 3.Сe8+

3.Лa8 Фh7 4.Cg6 Ф:g6 5.Лa6+ завершающий линейный удар. 

## В кинематографии
В фильме 1993 года «В поисках Бобби Фишера» линейный удар после превращения пешки в ферзя принёс победу Джошу Вайцкину в финале американского национального турнира среди школьников.
|   | a | b | c | d | e | f | g | h |   |
| - | --- | --- | --- | --- | --- | --- | --- | --- | - |
| 8 | a7 чёрная пешка · b6 чёрный конь · f6 белый король · e5 белая ладья · h4 белая пешка · c2 чёрный король | a7 чёрная пешка · b6 чёрный конь · f6 белый король · e5 белая ладья · h4 белая пешка · c2 чёрный король | a7 чёрная пешка · b6 чёрный конь · f6 белый король · e5 белая ладья · h4 белая пешка · c2 чёрный король | a7 чёрная пешка · b6 чёрный конь · f6 белый король · e5 белая ладья · h4 белая пешка · c2 чёрный король | a7 чёрная пешка · b6 чёрный конь · f6 белый король · e5 белая ладья · h4 белая пешка · c2 чёрный король | a7 чёрная пешка · b6 чёрный конь · f6 белый король · e5 белая ладья · h4 белая пешка · c2 чёрный король | a7 чёрная пешка · b6 чёрный конь · f6 белый король · e5 белая ладья · h4 белая пешка · c2 чёрный король | a7 чёрная пешка · b6 чёрный конь · f6 белый король · e5 белая ладья · h4 белая пешка · c2 чёрный король | 8 |
| 7 | a7 чёрная пешка · b6 чёрный конь · f6 белый король · e5 белая ладья · h4 белая пешка · c2 чёрный король | a7 чёрная пешка · b6 чёрный конь · f6 белый король · e5 белая ладья · h4 белая пешка · c2 чёрный король | a7 чёрная пешка · b6 чёрный конь · f6 белый король · e5 белая ладья · h4 белая пешка · c2 чёрный король | a7 чёрная пешка · b6 чёрный конь · f6 белый король · e5 белая ладья · h4 белая пешка · c2 чёрный король | a7 чёрная пешка · b6 чёрный конь · f6 белый король · e5 белая ладья · h4 белая пешка · c2 чёрный король | a7 чёрная пешка · b6 чёрный конь · f6 белый король · e5 белая ладья · h4 белая пешка · c2 чёрный король | a7 чёрная пешка · b6 чёрный конь · f6 белый король · e5 белая ладья · h4 белая пешка · c2 чёрный король | a7 чёрная пешка · b6 чёрный конь · f6 белый король · e5 белая ладья · h4 белая пешка · c2 чёрный король | 7 |
| 6 | a7 чёрная пешка · b6 чёрный конь · f6 белый король · e5 белая ладья · h4 белая пешка · c2 чёрный король | a7 чёрная пешка · b6 чёрный конь · f6 белый король · e5 белая ладья · h4 белая пешка · c2 чёрный король | a7 чёрная пешка · b6 чёрный конь · f6 белый король · e5 белая ладья · h4 белая пешка · c2 чёрный король | a7 чёрная пешка · b6 чёрный конь · f6 белый король · e5 белая ладья · h4 белая пешка · c2 чёрный король | a7 чёрная пешка · b6 чёрный конь · f6 белый король · e5 белая ладья · h4 белая пешка · c2 чёрный король | a7 чёрная пешка · b6 чёрный конь · f6 белый король · e5 белая ладья · h4 белая пешка · c2 чёрный король | a7 чёрная пешка · b6 чёрный конь · f6 белый король · e5 белая ладья · h4 белая пешка · c2 чёрный король | a7 чёрная пешка · b6 чёрный конь · f6 белый король · e5 белая ладья · h4 белая пешка · c2 чёрный король | 6 |
| 5 | a7 чёрная пешка · b6 чёрный конь · f6 белый король · e5 белая ладья · h4 белая пешка · c2 чёрный король | a7 чёрная пешка · b6 чёрный конь · f6 белый король · e5 белая ладья · h4 белая пешка · c2 чёрный король | a7 чёрная пешка · b6 чёрный конь · f6 белый король · e5 белая ладья · h4 белая пешка · c2 чёрный король | a7 чёрная пешка · b6 чёрный конь · f6 белый король · e5 белая ладья · h4 белая пешка · c2 чёрный король | a7 чёрная пешка · b6 чёрный конь · f6 белый король · e5 белая ладья · h4 белая пешка · c2 чёрный король | a7 чёрная пешка · b6 чёрный конь · f6 белый король · e5 белая ладья · h4 белая пешка · c2 чёрный король | a7 чёрная пешка · b6 чёрный конь · f6 белый король · e5 белая ладья · h4 белая пешка · c2 чёрный король | a7 чёрная пешка · b6 чёрный конь · f6 белый король · e5 белая ладья · h4 белая пешка · c2 чёрный король | 5 |
| 4 | a7 чёрная пешка · b6 чёрный конь · f6 белый король · e5 белая ладья · h4 белая пешка · c2 чёрный король | a7 чёрная пешка · b6 чёрный конь · f6 белый король · e5 белая ладья · h4 белая пешка · c2 чёрный король | a7 чёрная пешка · b6 чёрный конь · f6 белый король · e5 белая ладья · h4 белая пешка · c2 чёрный король | a7 чёрная пешка · b6 чёрный конь · f6 белый король · e5 белая ладья · h4 белая пешка · c2 чёрный король | a7 чёрная пешка · b6 чёрный конь · f6 белый король · e5 белая ладья · h4 белая пешка · c2 чёрный король | a7 чёрная пешка · b6 чёрный конь · f6 белый король · e5 белая ладья · h4 белая пешка · c2 чёрный король | a7 чёрная пешка · b6 чёрный конь · f6 белый король · e5 белая ладья · h4 белая пешка · c2 чёрный король | a7 чёрная пешка · b6 чёрный конь · f6 белый король · e5 белая ладья · h4 белая пешка · c2 чёрный король | 4 |
| 3 | a7 чёрная пешка · b6 чёрный конь · f6 белый король · e5 белая ладья · h4 белая пешка · c2 чёрный король | a7 чёрная пешка · b6 чёрный конь · f6 белый король · e5 белая ладья · h4 белая пешка · c2 чёрный король | a7 чёрная пешка · b6 чёрный конь · f6 белый король · e5 белая ладья · h4 белая пешка · c2 чёрный король | a7 чёрная пешка · b6 чёрный конь · f6 белый король · e5 белая ладья · h4 белая пешка · c2 чёрный король | a7 чёрная пешка · b6 чёрный конь · f6 белый король · e5 белая ладья · h4 белая пешка · c2 чёрный король | a7 чёрная пешка · b6 чёрный конь · f6 белый король · e5 белая ладья · h4 белая пешка · c2 чёрный король | a7 чёрная пешка · b6 чёрный конь · f6 белый король · e5 белая ладья · h4 белая пешка · c2 чёрный король | a7 чёрная пешка · b6 чёрный конь · f6 белый король · e5 белая ладья · h4 белая пешка · c2 чёрный король | 3 |
| 2 | a7 чёрная пешка · b6 чёрный конь · f6 белый король · e5 белая ладья · h4 белая пешка · c2 чёрный король | a7 чёрная пешка · b6 чёрный конь · f6 белый король · e5 белая ладья · h4 белая пешка · c2 чёрный король | a7 чёрная пешка · b6 чёрный конь · f6 белый король · e5 белая ладья · h4 белая пешка · c2 чёрный король | a7 чёрная пешка · b6 чёрный конь · f6 белый король · e5 белая ладья · h4 белая пешка · c2 чёрный король | a7 чёрная пешка · b6 чёрный конь · f6 белый король · e5 белая ладья · h4 белая пешка · c2 чёрный король | a7 чёрная пешка · b6 чёрный конь · f6 белый король · e5 белая ладья · h4 белая пешка · c2 чёрный король | a7 чёрная пешка · b6 чёрный конь · f6 белый король · e5 белая ладья · h4 белая пешка · c2 чёрный король | a7 чёрная пешка · b6 чёрный конь · f6 белый король · e5 белая ладья · h4 белая пешка · c2 чёрный король | 2 |
| 1 | a7 чёрная пешка · b6 чёрный конь · f6 белый король · e5 белая ладья · h4 белая пешка · c2 чёрный король | a7 чёрная пешка · b6 чёрный конь · f6 белый король · e5 белая ладья · h4 белая пешка · c2 чёрный король | a7 чёрная пешка · b6 чёрный конь · f6 белый король · e5 белая ладья · h4 белая пешка · c2 чёрный король | a7 чёрная пешка · b6 чёрный конь · f6 белый король · e5 белая ладья · h4 белая пешка · c2 чёрный король | a7 чёрная пешка · b6 чёрный конь · f6 белый король · e5 белая ладья · h4 белая пешка · c2 чёрный король | a7 чёрная пешка · b6 чёрный конь · f6 белый король · e5 белая ладья · h4 белая пешка · c2 чёрный король | a7 чёрная пешка · b6 чёрный конь · f6 белый король · e5 белая ладья · h4 белая пешка · c2 чёрный король | a7 чёрная пешка · b6 чёрный конь · f6 белый король · e5 белая ладья · h4 белая пешка · c2 чёрный король | 1 |
|   | a | b | c | d | e | f | g | h |   |

1...Kd7+ 2.Kpf5 K:e5 3.Kp:e5??

В 1995 году в октябрьском выпуске американского журнала Chess Life гроссмейстер Ларри Эванс показал, что в этой позиции белые могли спастись, если бы вместо взятия коня было сыграно 3.h5! Например: 3...a5 4.h6 a4 5.h7 Kf7 6.Kpf6 Kh8 7.Kpg7 a3 8.Kp:h8 a2 9.Kpg8 a1Ф 10.h8Ф с равенством.

3...a5 4.h5 a4 5.h6 a3 6.h7 a2 7.h8Ф a1Ф+ абсолютный линейный удар.
|   | a                                                                     | b                                                                     | c                                                                     | d                                                                     | e                                                                     | f                                                                     | g                                                                     | h                                                                     |   |
| - | --------------------------------------------------------------------- | --------------------------------------------------------------------- | --------------------------------------------------------------------- | --------------------------------------------------------------------- | --------------------------------------------------------------------- | --------------------------------------------------------------------- | --------------------------------------------------------------------- | --------------------------------------------------------------------- | - |
| 8 | h8 белый ферзь · e5 белый король · c2 чёрный король · a1 чёрный ферзь | h8 белый ферзь · e5 белый король · c2 чёрный король · a1 чёрный ферзь | h8 белый ферзь · e5 белый король · c2 чёрный король · a1 чёрный ферзь | h8 белый ферзь · e5 белый король · c2 чёрный король · a1 чёрный ферзь | h8 белый ферзь · e5 белый король · c2 чёрный король · a1 чёрный ферзь | h8 белый ферзь · e5 белый король · c2 чёрный король · a1 чёрный ферзь | h8 белый ферзь · e5 белый король · c2 чёрный король · a1 чёрный ферзь | h8 белый ферзь · e5 белый король · c2 чёрный король · a1 чёрный ферзь | 8 |
| 7 | h8 белый ферзь · e5 белый король · c2 чёрный король · a1 чёрный ферзь | h8 белый ферзь · e5 белый король · c2 чёрный король · a1 чёрный ферзь | h8 белый ферзь · e5 белый король · c2 чёрный король · a1 чёрный ферзь | h8 белый ферзь · e5 белый король · c2 чёрный король · a1 чёрный ферзь | h8 белый ферзь · e5 белый король · c2 чёрный король · a1 чёрный ферзь | h8 белый ферзь · e5 белый король · c2 чёрный король · a1 чёрный ферзь | h8 белый ферзь · e5 белый король · c2 чёрный король · a1 чёрный ферзь | h8 белый ферзь · e5 белый король · c2 чёрный король · a1 чёрный ферзь | 7 |
| 6 | h8 белый ферзь · e5 белый король · c2 чёрный король · a1 чёрный ферзь | h8 белый ферзь · e5 белый король · c2 чёрный король · a1 чёрный ферзь | h8 белый ферзь · e5 белый король · c2 чёрный король · a1 чёрный ферзь | h8 белый ферзь · e5 белый король · c2 чёрный король · a1 чёрный ферзь | h8 белый ферзь · e5 белый король · c2 чёрный король · a1 чёрный ферзь | h8 белый ферзь · e5 белый король · c2 чёрный король · a1 чёрный ферзь | h8 белый ферзь · e5 белый король · c2 чёрный король · a1 чёрный ферзь | h8 белый ферзь · e5 белый король · c2 чёрный король · a1 чёрный ферзь | 6 |
| 5 | h8 белый ферзь · e5 белый король · c2 чёрный король · a1 чёрный ферзь | h8 белый ферзь · e5 белый король · c2 чёрный король · a1 чёрный ферзь | h8 белый ферзь · e5 белый король · c2 чёрный король · a1 чёрный ферзь | h8 белый ферзь · e5 белый король · c2 чёрный король · a1 чёрный ферзь | h8 белый ферзь · e5 белый король · c2 чёрный король · a1 чёрный ферзь | h8 белый ферзь · e5 белый король · c2 чёрный король · a1 чёрный ферзь | h8 белый ферзь · e5 белый король · c2 чёрный король · a1 чёрный ферзь | h8 белый ферзь · e5 белый король · c2 чёрный король · a1 чёрный ферзь | 5 |
| 4 | h8 белый ферзь · e5 белый король · c2 чёрный король · a1 чёрный ферзь | h8 белый ферзь · e5 белый король · c2 чёрный король · a1 чёрный ферзь | h8 белый ферзь · e5 белый король · c2 чёрный король · a1 чёрный ферзь | h8 белый ферзь · e5 белый король · c2 чёрный король · a1 чёрный ферзь | h8 белый ферзь · e5 белый король · c2 чёрный король · a1 чёрный ферзь | h8 белый ферзь · e5 белый король · c2 чёрный король · a1 чёрный ферзь | h8 белый ферзь · e5 белый король · c2 чёрный король · a1 чёрный ферзь | h8 белый ферзь · e5 белый король · c2 чёрный король · a1 чёрный ферзь | 4 |
| 3 | h8 белый ферзь · e5 белый король · c2 чёрный король · a1 чёрный ферзь | h8 белый ферзь · e5 белый король · c2 чёрный король · a1 чёрный ферзь | h8 белый ферзь · e5 белый король · c2 чёрный король · a1 чёрный ферзь | h8 белый ферзь · e5 белый король · c2 чёрный король · a1 чёрный ферзь | h8 белый ферзь · e5 белый король · c2 чёрный король · a1 чёрный ферзь | h8 белый ферзь · e5 белый король · c2 чёрный король · a1 чёрный ферзь | h8 белый ферзь · e5 белый король · c2 чёрный король · a1 чёрный ферзь | h8 белый ферзь · e5 белый король · c2 чёрный король · a1 чёрный ферзь | 3 |
| 2 | h8 белый ферзь · e5 белый король · c2 чёрный король · a1 чёрный ферзь | h8 белый ферзь · e5 белый король · c2 чёрный король · a1 чёрный ферзь | h8 белый ферзь · e5 белый король · c2 чёрный король · a1 чёрный ферзь | h8 белый ферзь · e5 белый король · c2 чёрный король · a1 чёрный ферзь | h8 белый ферзь · e5 белый король · c2 чёрный король · a1 чёрный ферзь | h8 белый ферзь · e5 белый король · c2 чёрный король · a1 чёрный ферзь | h8 белый ферзь · e5 белый король · c2 чёрный король · a1 чёрный ферзь | h8 белый ферзь · e5 белый король · c2 чёрный король · a1 чёрный ферзь | 2 |
| 1 | h8 белый ферзь · e5 белый король · c2 чёрный король · a1 чёрный ферзь | h8 белый ферзь · e5 белый король · c2 чёрный король · a1 чёрный ферзь | h8 белый ферзь · e5 белый король · c2 чёрный король · a1 чёрный ферзь | h8 белый ферзь · e5 белый король · c2 чёрный король · a1 чёрный ферзь | h8 белый ферзь · e5 белый король · c2 чёрный король · a1 чёрный ферзь | h8 белый ферзь · e5 белый король · c2 чёрный король · a1 чёрный ферзь | h8 белый ферзь · e5 белый король · c2 чёрный король · a1 чёрный ферзь | h8 белый ферзь · e5 белый король · c2 чёрный король · a1 чёрный ферзь | 1 |
|   | a                                                                     | b                                                                     | c                                                                     | d                                                                     | e                                                                     | f                                                                     | g                                                                     | h                                                                     |   |

8.Kpf5 Ф:h8 и белые сдались.